# 宮城県女川高等学校
宮城県女川高等学校（みやぎけん おながわこうとうがっこう）とは、かつて宮城県牡鹿郡女川町浦宿浜にあった県立高等学校である。

## 設置学科
- 全日制課程
  - 普通科

## 部活動
- 運動部
  - 軟式野球部、バレーボール部、ウェイトリフティング部、バレーボール部、剣道部、ソフトテニス部、バスケットボール部、卓球同好会
- 文化部
  - 科学部、芸術部、コンピューター部、家政部

このほか女川高校の生徒がコバルトーレ女川ユースチームに加入した際には部活動と同等の扱いをしている。

## 沿革
- 1949年 - 宮城県石巻高等学校定時制課程女川分校として発足。普通科（男子）と家政科（女子）が開設される。
- 1963年 - 現在地に移転する。
- 1968年 - 家政科は全日制となる。
- 1971年 - 男女共学の全日制普通科を開設し、定時制の生徒募集を停止する。
- 1973年 - 独立して宮城県女川高等学校となる。
- 〔不詳〕 - 家政科は廃止される。
- 2012年 - 募集停止
- 2014年3月31日 - 閉校

## 生徒数の推移
| 平成21年 | 174 |  |
| 平成22年 | 166 |  |
| 平成23年 | 171 |  |
| 平成24年 | 104 |  |
| 平成25年 | 47  |  |

## 最寄り駅
- JR石巻線浦宿駅下車徒歩15分